# Monolith Productions
Monolith Productions, Inc. war ein US-amerikanischer Entwickler für Computerspiele mit Sitz in Kirkland, Washington.

## Geschichte
Monolith wurde im Oktober 1994 von Jason Hall und fünf weiteren Ex-Mitarbeitern von Edmark gegründet.  Monolith Productions war in den 1990er Jahren neben id Software ein Pionier auf dem Gebiet der 3D-Grafik-Engines. Die LithTech genannte Engine erweckte starke Aufmerksamkeit von Microsoft und sollte anfangs als Basis für die Grafik-Schnittstelle DirectX dienen. Als diese Zusammenarbeit mit Microsoft nicht zustande kam, entwickelte Monolith LithTech eigenständig weiter.
LithTech fand erstmals im Ego-Shooter Shogo: Mobile Armor Division Verwendung und wurde bis zu Version 2.5 weiterentwickelt.
Anfang 2000 Monolith die Engine-Entwicklung in die Tochterunternehmen Touchdown Entertainment aus. Die Engine ist nun unter dem Namen Jupiter auch durch andere Entwickler lizenzierbar.
Monolith beschränkt sich nur noch auf die Entwicklung von Spielen. Ihr 2005er Projekt F.E.A.R. nutzt die letzte verbesserte Version, die Jupiter EX, welche unter anderem die Havok-Physik-Engine integriert hat und die neusten DirectX-9-Effekte unterstützt, jedoch nur Multiplayerunterstützung für 16 Spieler liefert.
All diese Effekte und Möglichkeiten wurden in ihrem neuesten Spiel Condemned: Criminal Origins noch verbessert und ausgeweitet. Im Herbst 2007 wurde offiziell die Entwicklung von Condemned 2: Bloodshot, dem Nachfolger von Condemned bekannt gegeben.
2004 wurde die Firma von Warner Bros. übernommen. Sie beschäftigt in Kirkland derzeit 100 Mitarbeiter. Die dafür gegründete Warner Bros. Interactive soll Computerspiele zu Kinofilmen entwickeln. Ein erster Schritt in diese Richtung war im Frühling 2005 die Veröffentlichung von The Matrix Online, dem bald eine Spielversion von Batman Begins folgen sollte.
2013 gründeten mehrere ehemalige Monolith-Mitarbeiter (u. a. No-One-Lives-Forever-Designer Craig Hubbard) das Independent-Entwicklerstudio Blackpowder Games.
Im Februar 2025 wurde berichtet, dass Warner Bros. Games beschlossen hatte, das Studio zu schließen.

## Spiele
Monoliths Betätigung umfasste in den ersten Jahren gleichzeitig die Entwicklung von eigenen Produkten sowie den Vertrieb von Spielen externer Hersteller. Später reorganisierte sich die Firma und konzentrierte sich schließlich nur auf Entwicklung eigener Titel. Während in den ersten Jahren eigene Titel selbst vertrieben wurden, überließ man diesen Bereich später anderen Firmen. Diese Partner sind und waren unter anderem Sega, Sierra Entertainment/Vivendi Universal Games, Disney Interactive/Buena Vista Games, Fox Interactive, GT Interactive und Microsoft.
Während zunächst verschiedene Genre probiert wurden, in der Entwicklung ebenso wie im Vertrieb, entwickelte Monolith ab 2000 ausschließlich so genannte Ego-Shooter. Erst nach dem Kauf durch Warner Bros. Entertainment stand zum ersten Mal ein MMORPG auf dem Plan, welches aber relativ schlechte Bewertungen erhielt.
Zuletzt arbeitete Monolith an dem im Herr-der-Ringe-Universum angesiedelten Action-Adventure Mittelerde: Mordors Schatten, das im zweiten Quartal 2014 für Windows und alle gängigen Spielkonsolen (ausgenommen Nintendo) erschien.

### Ego-Shooter
- Aliens versus Predator 2 – PC, PlayStation 2 (2001) – Vertrieb: Sierra Entertainment, Entwickler: Monolith Productions
- Blood – PC (1997) – Vertrieb: GT Interactive, Entwickler: Monolith Productions
  - Blood: Plasma Pak (Add-on) – PC (1997)
- Blood II: The Chosen – PC (1998) – Vertrieb: GT Interactive, Entwickler: Monolith Productions
  - Blood II: The Chosen – The Nightmare Levels (Add-on) – PC (1998)
- Condemned: Criminal Origins – PC, Xbox 360 (2006) – Vertrieb: Sega, Entwickler: Monolith Productions
- Condemned 2: Bloodshot – PlayStation 3, Xbox 360 (2008) – Vertrieb: Sega, Entwickler: Monolith Productions
- Contract J.A.C.K. – PC (2003) – Vertrieb: Sierra Entertainment, Entwickler: Monolith Productions
- F.E.A.R. – PC, Xbox 360 (2005) – Vertrieb: Sierra Entertainment, Entwickler: Monolith Productions
- F.E.A.R. 2: Project Origin – PC, PS3, Xbox 360 (2009) – Vertrieb: Warner Bros. Games, Entwickler: Monolith Productions
- Gotham City Impostors – PC, PS3, Xbox 360 (2012) – Vertrieb: Warner Bros. Games (Download) Entwickler: Monolith Productions
- No One Lives Forever – PC, PlayStation (2000) – Vertrieb: Fox Interactive/Electronic Arts, Entwickler: Monolith Productions
- No One Lives Forever 2 – PC (2002) – Vertrieb: Fox Interactive/Sierra Entertainment, Entwickler: Monolith Productions
- Shogo: Mobile Armor Division – PC (1998) – Eigenvertrieb durch Monolith Productions
- Tron 2.0 – PC, Mac (2003) – Vertrieb: Buena Vista Interactive, Entwickler: Monolith Productions
  - Tron 2.0: Killer App – Xbox, Game Boy Advance (2004) – Vertrieb: Buena Vista Interactive, Entwickler: Monolith Productions & Climax Studios

### Massive Multiplayer Online Roleplaying Game
- The Matrix Online – PC (2005)

### Action-Adventure
- Claw (1998)
- Mittelerde: Mordors Schatten – Xbox 360, Playstation 3, PlayStation 4, Xbox One, Windows (2014) – Vertrieb: Warner Bros. Games
- Mittelerde: Schatten des Krieges – Xbox One, Playstation 4, Windows (2017) – Vertrieb: Warner Bros. Games

### Adventure
- Septerra Core: Legacy of the Creator – PC (1999) – Vertrieb: Monolith Productions, Entwickler: Valkyrie Studios
- Rage of Mages – PC (1998) – Vertrieb: Monolith Productions, Entwickler: Nival Interactive
- Rage of Mages 2 – Necromancer – PC (1998) – Vertrieb: Monolith Productions, Entwickler Nival Interactive
- Sanity: Aiken's Artifact – PC (2000) – Vertrieb: Fox Interactive, Entwickler: Monolith Productions
- Get Medieval – PC (1998)

### Strategie
- Gorky 17 (in den USA Odium) – PC (1999) – Vertrieb: Monolith Productions, Entwickler: Metropolis Software

### Puzzle
- Gruntz – PC (1999)

## Merkmale
Typisch für Spiele von Monolith sind eingebaute Referenzen an frühere Titel des Studios. So findet man in den Titeln Blood 2, No One Lives Forever und Spielen der F.E.A.R.-Reihe Anspielungen auf Shogo: Mobile Armor Division, wie z. B. Plakate oder ein Charakter in F.E.A.R. 2, der ein T-Shirt mit Shogo-Aufdruck trägt. Signifikant ist auch der eigenwillige Humor des Entwicklers, den man in den Spielen Blood, No One Lives Forever und Gotham City Impostors vorfindet. Die Shooter des Entwicklers sind jedoch auch für ihren hohen Gewaltgrad bekannt, weshalb viele Spiele nur zensiert in Deutschland erschienen sind. Die Originalfassungen der Horror-Shooter F.E.A.R. und F.E.A.R. 2 wurden noch vor Release von der BPjS indiziert. Das Frühwerk Blood steht auf dem Index. Die Survival-Horror-Titel Condemned: Criminal Origins und Condemned 2 wurden in Deutschland nicht veröffentlicht und wurden vom Amtsgericht München bundesweit beschlagnahmt.
Von der Fachpresse werden die Werke von Monolith Productions generell positiv bewertet. No One Lives Forever erhielt seinerzeit hervorragende Bewertungen. Der Shooter F.E.A.R. wurde zum Releasezeitpunkt aufgrund der Grafik, Atmosphäre und der maßstabsetzenden KI mit Lob überschüttet. Weniger gut aufgenommen wurden Contract J.A.C.K. und The Matrix Online.